# جشنواره بین‌المللی فیلم وایادولید
جشنواره بین‌المللی فیلم وایادولید (انگلیسی: Valladolid International Film Festival) شناخته شده به سمینسی Seminci جشنواره فیلم که هر ساله در وایادولید اسپانیا برگزار می‌شود
سمینسی یا جشنواره بین‌المللی فیلم وایادولید، یکی از قدیمی‌ترین جشنواره‌های فیلم اروپا محسوب می‌شود. در سال ۱۹۵۶ میلادی پایه‌گذاری شد که در آن زمان تنها به نمایش فیلم‌های مذهبی مربوط به مذهب مسیحیت کاتولیک می‌پرداخت ولی از سال ۱۹۷۳ به عنوان یک جشنواره بین‌المللی برای هر نوع فیلمی آغاز به کار کرد که از آن زمان تاکنون فیلم‌های بسیاری از اقصی نقاط جهان در این جشنواره به نمایش درآمده‌اند.
«خوشه طلایی»، مهم‌ترین جایزه این جشنواره می‌باشد
جایزه «خوشه طلایی» حاوی ۳۵ هزار یورو جایزه نقدی و و جایزه «خوشه نقره‌ای» به همراه ۱۷ هزار و ۵۰۰ یورو جایزه نقدی می‌باشد

## جوایز سال ۱۹۹۴
- عباس کیارستمی به خاطر فعالیت حرفه‌ای در سال ۱۹۹۳ و همچنین به خاطر فیلم «زیر درختان زیتون» برنده جایزه «خوشه طلایی» شد.
- گوران پاسکالیویچ با فیلم «خوش‌بین‌ها» برنده جایزه «خوشه طلایی» شد.
- رفیع پیتز با فیلم «زمستان» برنده جایزه «خوشه نقره‌ای» شد
- محمد داوودی جایزه بهترین تصویربرداری بخاطر فیلم «زمستان»
- لورا لینی جایزه بهترین بازیگر زن بخاطر ایفای نقش در فیلم جیندابینه
- لازار ریستووسکی جایزه بهترین بازیگر مرد بخاطر ایفای نقش در فیلم «خوش‌بین‌ها»
- پاول کلی و دان لوسکمب جایزه بهترین موسیقی برای فیلم «جیندابینه»
- هرمان گافت جایزه بهترین کارگردان جوان برای فیلم «شهر اشتیاق»
- جایزه بخش کوتاه به فیلم «دیر یا زود» از مجارستان
- جایزه «زمانی برای تاریخ» را به فیلم «بال‌های زندگی» از اسپانیا

## جوایز سال ۲۰۰۴
- کیم کی-دوک با فیلم خانه خالی برنده جایزه «خوشه طلایی»
- اسماعیل براری با فیلم کویر مرگ جایزه داوران جوان
- ریکاردو دارین بهترین بازیگر مرد برای فیلم ماه آویاندا از خوان خوزه کامپانیا
- وونگ کار وای با فیلم ۲۰۴۶ برنده جایزه فیپرشی[۱]

## جوایز سال ۲۰۱۰
- عباس کیارستمی با فیلم «رونوشت برابر اصل» برنده جایزه «خوشه طلایی» شد.
- آگوستی ویلا با فیلم «پشه‌بند» برنده جایزه «خوشه نقره‌ای» شد